# Dicranum spadiceum
Dicranum spadiceum là một loài Rêu trong họ Dicranaceae. Loài này được J.E. Zetterst. mô tả khoa học đầu tiên năm 1865.

## Hình ảnh

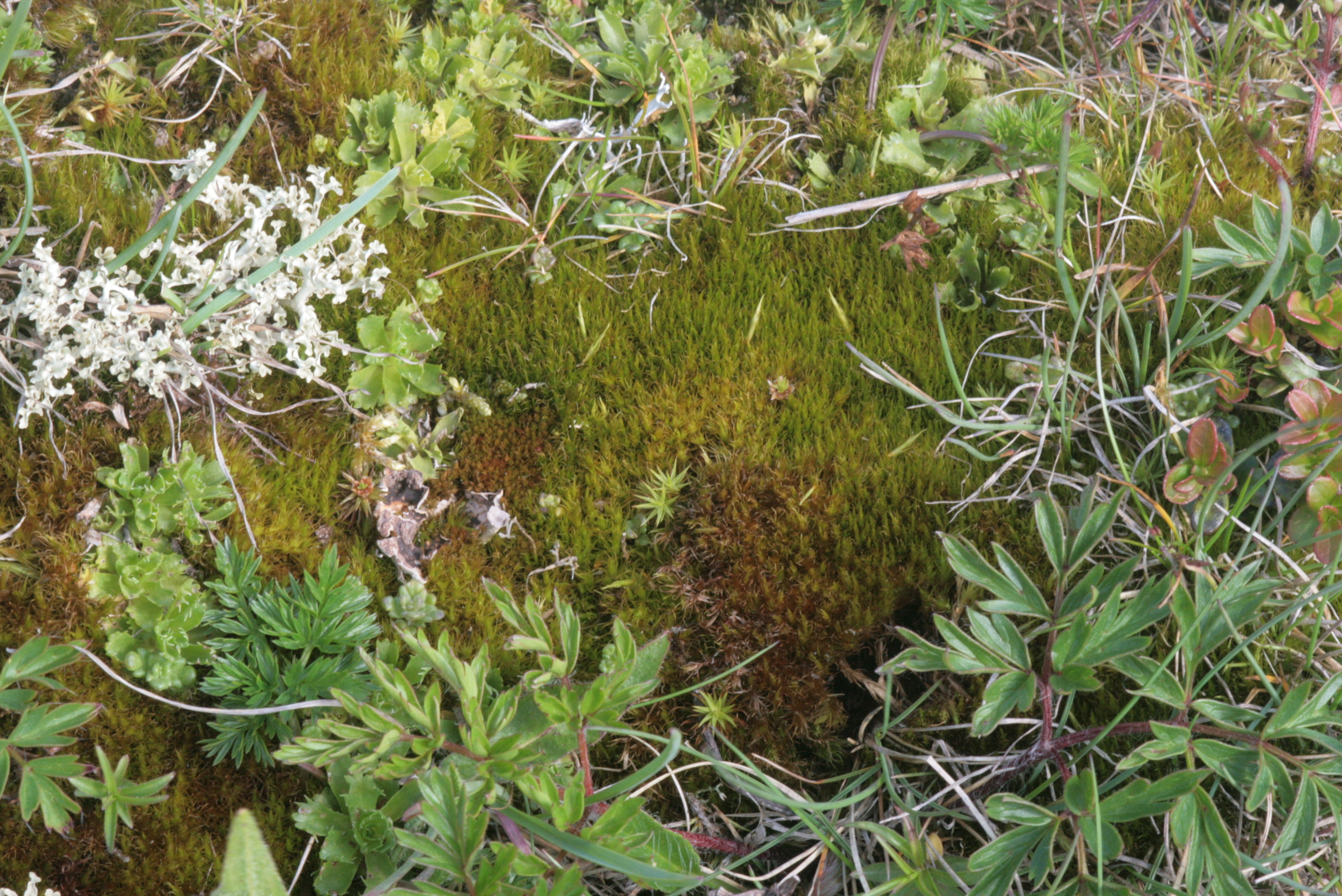
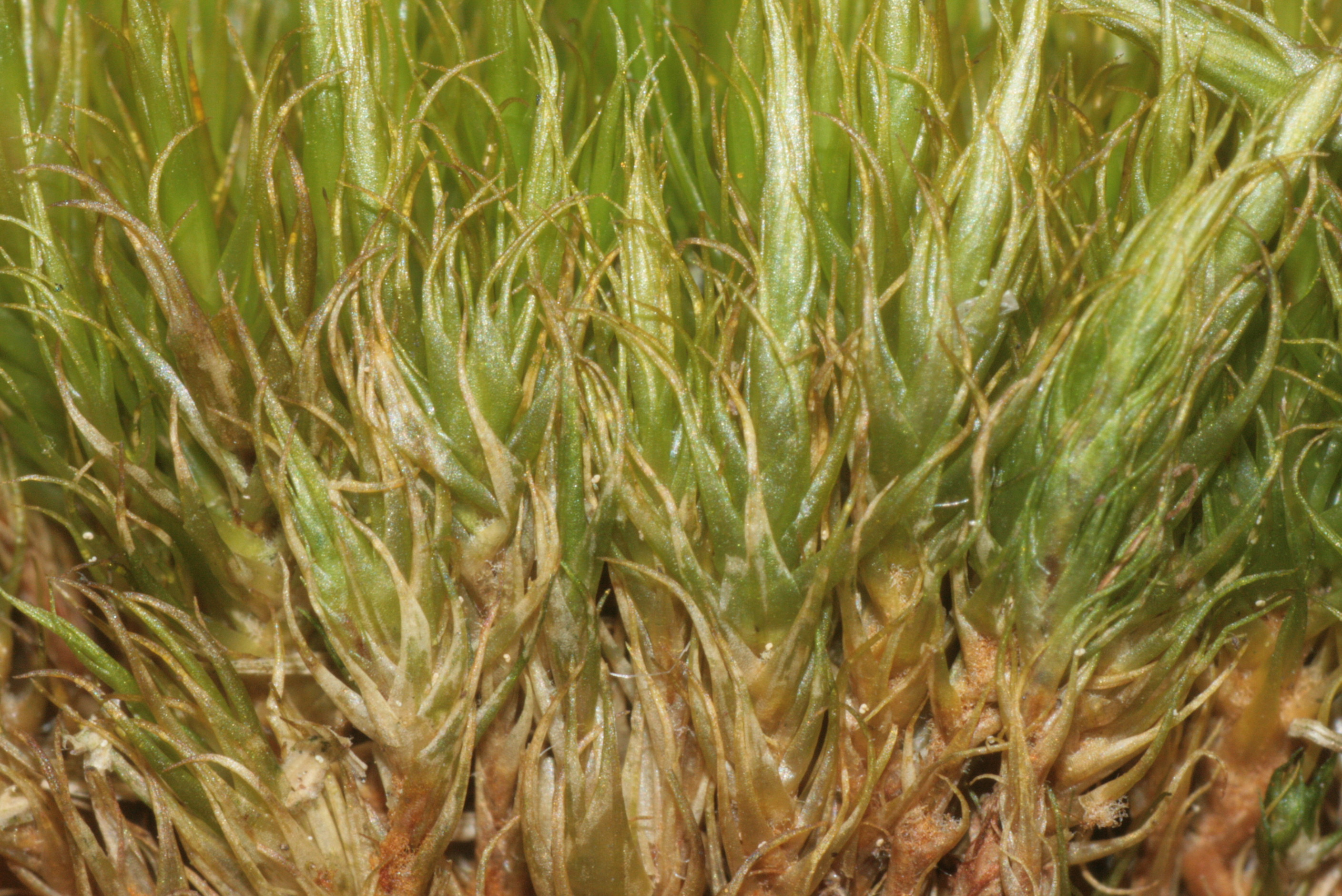
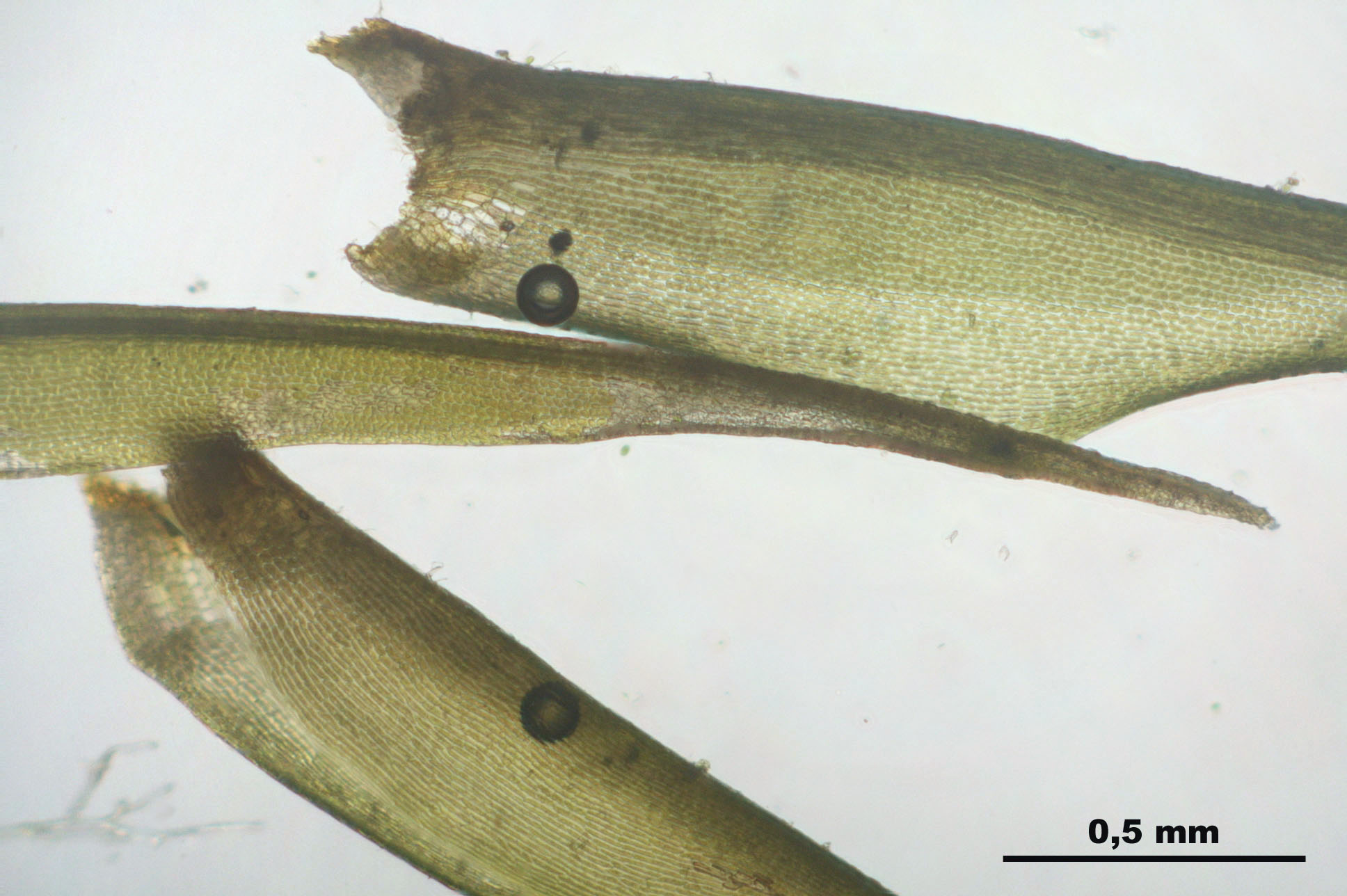
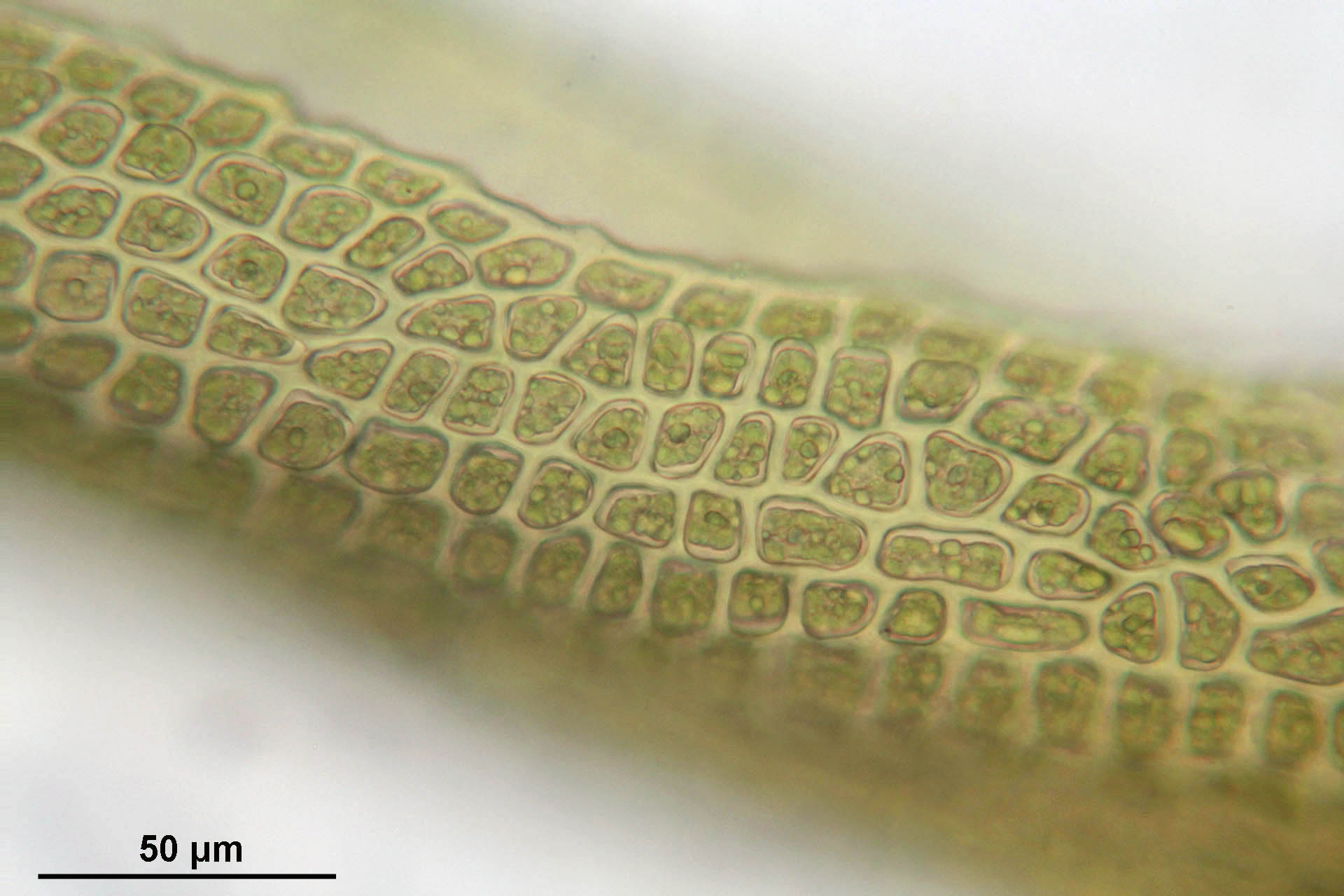